# Jakub Szweryn
Jakub Szweryn (ur. 1563, zm. 1617) – marszałek księstwa Kurlandii.
Pochodził z luterańskiej rodziny. Był synem Jakuba. Poślubił Emerencję Kalkensteinównę (zm. po 1636), z którą miał syna Jana Ulryka Szweryna, pułkownika i dworzanina królewskiego, oraz 6 córek: Sabinę Zofię (zm. 1630), żonę Jana Zawadzkiego, kasztelana gdańskiego i wojewodę parnawskiego, Dorotę Lukrecję, żonę Christiana Korffa, dziedzica dóbr Preekuln i Lepajcie na Żmudzi, Marię Elżbietę (1606-1645), żonę Wilhelma Korffa, Emerencję Benignę (zm. po 1652), żonę Fryderyka Behra, dziedzica Schleck, Annę Małogrzatę (zm. po 1642), żonę Jana Denhoffa, i Annę Małgorzatę, żonę Bertolda Sieberga.